# 香港ディズニーランド
香港ディズニーランド（ホンコンディズニーランド、繁体字中国語: 香港迪士尼樂園、英語: Hong Kong Disneyland、略称：HKDL）は、香港のランタオ島にあるディズニーパークの1つ。リゾートのメイン施設として、他のディズニーホテル・ショッピングモールと共に香港ディズニーランド・リゾートを構成する。

## 概要

### 特徵
2005年9月12日開園。世界で5地域目のディズニーリゾート（香港ディズニーランド・リゾート）で、ディズニーパークとしては11番目の開園、アジアでは東京ディズニーシーについで3番目のディズニーのテーマパークとなった。
テーマの異なるエリア8つからなる。

### 交通
場所はランタオ島（大嶼島）北部のペニー湾。1998年に開港した香港国際空港の近くである。空港建設時に近くまでMTR東涌線が開通しており、支線として迪士尼線が2005年8月1日に開通、パークまで徒歩5分の迪士尼駅が開業した。
香港国際空港からは約20分、中環駅からはMTR東涌線の欣澳駅経由で約25分、九龍駅からは約20分で到着する。また、北ランタオ高速道路の支線がパークまでひかれており、九龍の尖沙咀からは西九龍高速道路を経由して約25分、香港島の中環からは約30分、香港国際空港からは北ランタオ高速道路を経由して約15分である。路線バスも設定されている。

### 入場者数
開園初年度の国慶節を挟んだ大型連休に香港を訪れた客は、香港の旅行業界が予測した70万人、香港政府見込みの50万人を大きく下回る42万人だったことが判明し、東京ディズニーランド開園時の方針と同様に「開園から4年の業績次第では、閉園も含めて事業を見直す事がある」としていたディズニー側にとっても立て直しが急務となった。この「低調」と評すメディアに反論する形で、開園日以外では初となる入園者公表を、来場者数が100万人を突破した2005年11月23日に発表。
開園から4か月の2006年1月10日には、アメリカのディズニーパーク&リゾート社は、香港ディズニーランド・リゾートのディズニー側総責任者であるドン・ロビンソンを更迭し、後任にディズニー・クルーズラインを立ち上げた実績のあるビル・アーネストを起用し抜本的な改革が行われることとなった。しかしその後も、主要ターゲットとして見込む中国本土の観光客の獲得が振るわず、2007年度の入場者数は1年目を約120万人下回る約400万人に減少した。
コロナ禍後、間もない2022年度(FY22)はインバウンドがまだ回復せず、ほぼ香港在住者が入園する状況であったが、総入場者数は前年比22%増加の340 万人まで回復した。

### 資金問題
誘致を行った香港政府が約半分を出資している。開園式にはディズニー社のマイケル・アイズナーCEOと香港政府の曽蔭権行政長官の他に中国政府からは曽慶紅国家副主席も出席しており、香港ディズニーランドを成長させるために中国本土での上海ディズニーランド（上海ディズニーリゾート）の建設を中国政府は遅らせたとされる。
面積が他のパークに比べ狭くアトラクション数も少ないことがネックとなっていたため、ウォルト・ディズニー・カンパニーは香港政府側に「香港ディズニーランド拡張計画」を求め、拡張計画への認可とともに追加資金の拠出も求めていたが、2009年3月17日にその計画が中止され、それに伴って設計や企画を担当していた社員約30名を解雇するということが発表された。しかし同年7月に入り、ウォルト・ディズニー・カンパニーと香港政府の間で拡張計画を行うことが発表され、段階的な面積の拡充とアトラクション数の増加を行うなど入園者数も増加に転じた。
2012年9月期には、やっと過去最高の670万人が入園し開業後初の黒字を達成した。しかし、中国本土で上海ディズニーランドが開業した2016年から2018年にかけて三年連続再び赤字に戻った。合計3.45億香港ドルの損失額になる。

## 沿革

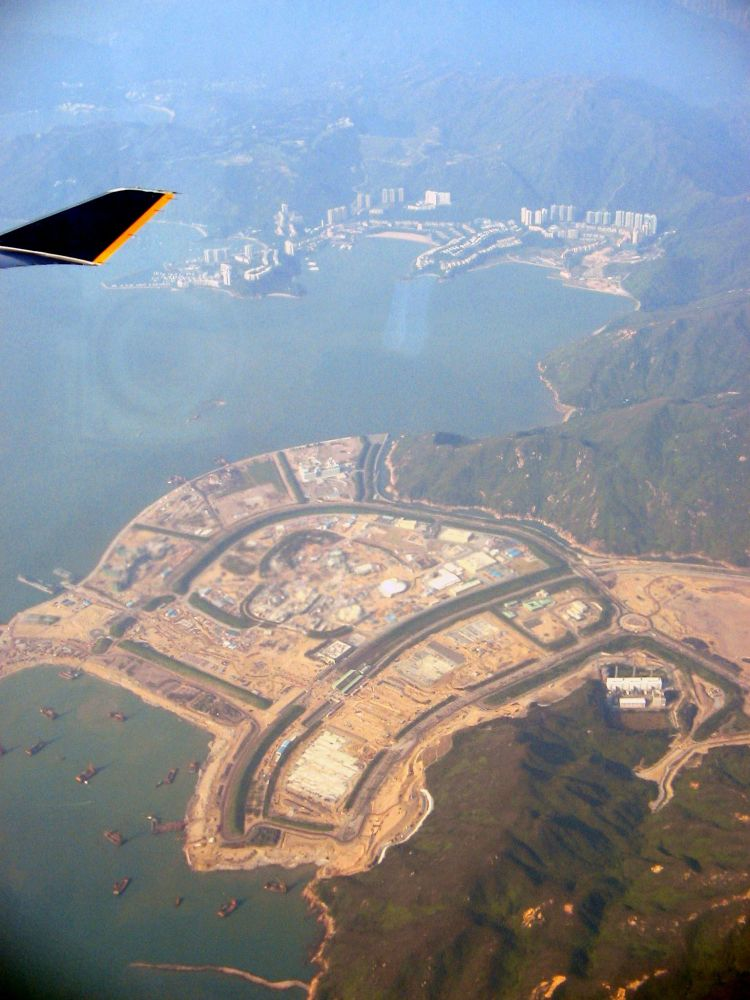
建設現場（2004年10月）

- 1999年11月2日 - 香港に『ディズニーランド』の建設を発表。
- 2003年1月12日 - 起工式、土木・植栽工事が開始。
- 2004年
  - 7月30日 - 香港ディズニーランドオーナーアンバサダー（名誉大使）に張学友が就任。
  - 9月23日 - シンボル「眠れる森の美女の城」完成。
  - 10月21日 - 初代香港ディズニーランドアンバサダーにイー・ラク・トーが就任。
  - 10月30日 - キャスト募集開始。
  - 11月22日 - パークグランドオープン日とチケット料金を公式発表。
- 2005年
  - 2月15日 - ディズニーホテル「香港ディズニーランド・ホテル」の予約が開始。同時に宿泊料金も公式発表。
  - 4月 - ウォルト・ディズニー・ワールド・リゾートにある「エプコット」内の中国館にて、香港ディズニーランドの展覧が開始される。
  - 6月16日 - 香港国際空港に、ディズニーストアオープン。（店名は、The magic of Hong Kong Disneyland）
  - 7月1日 - 香港ディズニーランドのパスポートが一般発売開始。
  - 7月20日 - マスコミを対象にしたプレビューが行われた。
  - 8月1日 - ディズニーランド・リゾートライン開通。
  - 8月16日 - プレビュー開始。また同時に「インスピレーションレーク」グランドオープン。
  - 9月12日 - 全世界で5番目及びアジアで2番目となるディズニー・テーマパーク「香港ディズニーランド」グランドオープン。それと共に「香港ディズニーランド・リゾート」が正式にスタート。
- 2006年
  - 7月13日 - アトラクション「スティッチ・エンカウンター」、アトラクション「オートピア」、アトラクション「UFOゾーン」オープン。
  - 9月29日 - 年間パスポートの販売開始。
- 2007年7月14日 - アトラクション「アニメーション・アカデミー」オープン。
- 2008年
  - 1月22日 - アトラクション「ミッキーの家」オープン。
  - 3月7日 - エンターテイメント「ハイスクールミュージカルライブ!」スタート。
  - 3月31日 - アトラクション「タートル・トーク」オープン。
  - 3月7日 - アトラクション「ミッキーの家」クローズ。
  - 4月28日 - アトラクション「イッツ・ア・スモールワールド」オープン、エンターテイメント「マペットのモバイルラボ」スタート。
  - 5月13日 - アトラクション「ディズニーランドストーリー」クローズ。
  - 5月19日 - 四川大地震の被害者対象に黙祷が行われた。またこの日のみ、追悼の意をこめて、エンターテイメント「ディズニー・イン・ザ・スターズ」を中止した。
  - 8月10日 - アトラクション「タートル・トーク」クローズ。
- 2009年2月9日 - パスポート料金が変更された。
- 2010年9月12日 - 開園5周年
- 2011年11月18日 - 5番目のテーマランド「トイ・ストーリーランド」オープン
- 2012年7月14日 - 6番目のテーマランド「グリズリー・ガルチ」オープン
- 2013年5月17日 - 7番目のテーマランド「ミスティック・ポイント」オープン
- 2015年9月12日 - 開園10周年
- 2016年11月22日に、2018年から23年にかけて109億香港ドル（うち政府の補助金は58億香港ドル）を投資して大拡張する計画を発表。[9]
- 2018年5月24日に、アドベンチャーランドに『モアナと伝説の海』をテーマにしたショー、「モアナ:ホームカミングセレブレーション」が完成。[10]
- 2019年3月30日に、『アントマン&ワスプ：ナノバトル！』完成。
- 2020年に、「眠れる森の美女の城」の増築が完成。名称は「キャッスル・オブ・マジカル・ドリーム」となった[11]。
- 2020年
  - 1月26日〜6月17日 -  新型コロナウイルスの流行拡大により長期休業[12][13][14]。その後、入園者数を制限して営業を再開。
  - 7月15日〜9月24日 - 新型コロナウイルスの流行再拡大により再び長期休業。
  - 9月25日 - 火曜と木曜を除く週5日での営業再開。それと同時にリニューアルされたシンボルである「キャッスル・オブ・マジカル・ドリーム」を見ることができるようになった。
  - 11月21日 - 開園15周年を祝うアニバーサリーイベントが開始。「キャッスル・オブ・マジカル・ドリーム」正式オープン。
  - 12月2日 - 新型コロナウイルスの流行再拡大により３度目の長期休業。
- 2021年
  - 2月19日 - 事前予約制、来場者を通常の50％以下で運営再開[15]。
  - 6月30日 - 新キャッスルショー『Follow Your Dreams』開始[16]（休止中）。
- 2023年11月20日、2『アナと雪の女王』をテーマにした新エリアオープン[17]。アトラクションとして、「フローズン・エバー・アフター」と「ワンダリング・オーケンズ・スライディング・スレイズ」の導入が発表されている[11]。

- 2025年2月5日、香港ディズニーランドは、2025年に開園20周年を迎えます。 これを記念し、「最高にマジカルなパーティー（The Most Magical Party of All）」と題し夏より1年間にわたる特別なイベントを開催。 * 2025年6月スタート決定。

1. - 20周年限定デイタイム・キャッスルショーが登場
2. - 香港ディズニーランド史上最大規模！「フレンドタスティック！（Friendtastic!）パレード」
3. - 20周年特別版「モーメンタス」が夜空を彩る！

- 2025年2月25日、ピクサーエリア／マーベルエリアの拡張計画発表。

## パーク
「テーマランド」と呼ばれる、テーマの異なるエリア8つからなる。各テーマランドに配置されるアトラクションや物販店・飲食店及び装飾品はそのテーマに合わせてイメージの統一が図されている。また、中国国内のディズニーランドのため、それぞれのエリアは英語だけではなく、漢字の名前も持っている。
パーク内のアトラクションは香港ディズニーランドのアトラクションを参照。

### メインストリートUSA（美国小鎮大街）
香港ディズニーランドの玄関口にあたるテーマランド。パークに入場した全てのゲストが必ず通る場所で、様々なショップやレストランが並ぶエリアである。メインストリート入口には香港ディズニーランド鉄道の「メインストリートUSA駅」がある。

### ファンタジーランド（幻想世界）
おとぎ話の世界を再現したテーマランド。「プーさんの冒険」や「イッツ・ア・スモールワールド」などがあり、子どもに人気。パークの中央に位置するシンボル「キャッスル・オブ・マジカル・ドリーム」はこのテーマランドに属している。開園当初は「眠れる森の美女の城」という名前だったが、2020年にリニューアルが行われ見た目が大きく変更された。

### トゥモローランド（明日世界）
「未来」をテーマにしたテーマランド。カリフォルニアのディズニーランドに近いテーマ設定に加え、レトロなおもちゃやカートゥーンがモチーフの未来で、近年、世界各地のパークに多く新設されているディズニー・ピクサー映画をテーマにしたアトラクションなどとも相容れやすい、明るい色調を用いたポップなデザインになっている。

### アドベンチャーランド（探険世界）
冒険をテーマにしたテーマランド。他のディズニーパークにある「ジャングルクルーズ」の形状や展開を変更したアトラクション「ジャングル・リバー・クルーズ」などが存在する。

### トイ・ストーリーランド（反斗奇兵大本営）
2011年11月18日にオープンした映画「トイ・ストーリーシリーズ」をテーマにしたテーマランド。ディズニーランド・パリの「ウォルト・ディズニー・スタジオ・パーク」の「トイ・ストーリー・プレイランド」とアトラクションが共通している。入り口には巨大なウッディの像が立っている他、様々な玩具が配置されており、ゲストがおもちゃの大きさになったような錯覚を覚える。エリア内では等身大のトイ・ストーリーのキャラクターとふれあい、アトラクションを体験できる。

### グリズリー・ガルチ（灰熊山谷）
グリズリー・ガルチ（Grizzly Gulch）は、2012年7月14日にオープンしたテーマランド。1888年8月8日に金が発見されたゴールドラッシュ期前後のアメリカを舞台としており、他のディズニーパークの「フロンティアランド（ウエスタンランド）」に近い。
- ビッグ・グリズリー・マウンテン・ラナウェイ・マイン・カー：ローラーコースター式アトラクション。全体的な雰囲気はビッグサンダーマウンテンに似ているが、途中にあるスイッチバック（逆走システム）はアニマルキングダムのエクスペディション・エベレストのシステムを流用している。また、終盤でリニアモーターによる急加速も用意されている。

### ミスティック・ポイント（迷離莊園）
ミスティック・ポイント（Mystic Point）は、2013年5月17日にオープンしたテーマランド。熱帯雨林地帯に1908年に立てられたヴィクトリア様式邸宅を舞台としている。
- ミスティック・マナー(Mystic Manor)は、ディズニーパークにあるダークライドタイプのアトラクションである。

### ワールド・オブ・フローズン（魔雪奇縁世界）
ワールド・オブ・フローズン（World of Frozen）は映画『アナと雪の女王』の舞台であるアレンデール王国をテーマにしたエリアである。2021年オープン予定であったが、COVID-19の影響で遅延、、2023年11月20日にオープン決定。アトラクションとして、「フローズン・エバー・アフター」と「ワンダリング・オーケンズ・スライディング・スレイズ」が新アトラクションである。

## エンターテインメント

### パレード
「フレンドタスティック！（Friendtastic!）パレード」
20周年のメインイベントのひとつが、香港ディズニーランド史上最大規模の「フレンドタスティック！（Friendtastic!）パレード」です。

### 花火
「モーメンタス」ナイトタイム・スペクタキュラー
魔法と光でいっぱいの、この待望のショーが、20分超の音楽や壮大な旅の中の思い出と共に夜空をイルミネーションで彩ります。

### ステージショー
ミッキー・アンド・ザ・ワンダラス・ブック
公演場所は、ディズニー・ストーリーブック・シアター（ファンタジーランド）
フェスティバル・オブ・ザ・ライオンキング
公演場所は、シアター・イン・ザ・ワイルド（アドベンチャーランド）

### アトモスフィアショー
『アトモスフィアショー』とは定期的に行われるパレードやショーとは違い、小規模なショーのこと。毎日開催される訳ではなく天候の理由に休演の日などあるが、事前に休演の知らせは出していない。またガイドブックにも記載されないため、いつどこで行われるのかもわからない。
以下2017年10月18日現在、公式HPに記載のあるもの。
- メインストリートUSA
  - ラグタイムピアノ
  - ディズニーランド・バンド
- アドベンチャーランド
  - エンチャンテッド・ビレッジ・ドラマー
  - タム・タム・ドラム・サークル
  - ジャスミン・ドラム・アドベンチャー
- グリズリー・ガルチ
  - グリズリー・ガルチ・ウェルカム・ワゴン・ショー
- トイ・ストーリーランド
  - トイ・ストーリーランドのキューボッド
  - トイ・ソルージャー・ブート・キャンプ
- ファンタジーランド
  - 名称不明（マジック等のパフォーマンス）
- トゥモローランド
  - おしゃべりするトラッシュカンのプッシュ君
  - ジャミター

### スペシャルパレード
ミッキーのハロウィーン・タイム・ストリート・パーティー
2017年9月14日から10月31日まで。昼間に公演。
ヴィランズ・ナイト・アウト！チャプター2
2017年9月14日から10月31日まで。夜間に公演。メインストリートUSAにてショーモード有り。通常のパレードと異なり、エントランス付近から出発、インフォメーションボード前を通過し、ファンタジーランド・トゥモローランド方面へ向かう。

## スペシャルイベント

### 2011年〜2013年
| 開催年度 | 開催期間               | イベントタイトル（繁体中文）      | イベントタイトル（英語）                 | 備考                      |
| -------- | ---------------------- | --------------------------------- | ---------------------------------------- | ------------------------- |
| 2011年   | 1月21日〜2012年1月21日 | 飛躍奇妙                          | Celebration in the air                   | 5thアニバーサリーイベント |
| 2011年   | 1月21日〜2月13日       | 五福臨門迪士尼                    | Year of Rabbit Celebration               | 旧正月イベント            |
| 2011年   | 3月21日〜5月22日       | 迪士尼星級款待                    | Star Guest Program                       |                           |
| 2011年   | 6月10日〜8月31日       | 反斗引擎 全速發動                 | Rev Up Your Summer Fun                   |                           |
| 2011年   | 9月5日〜10月31日       | 迪士尼黑色世界                    | Disney's Haunted Halloween               |                           |
| 2011年   | 11月18日〜2012年1月2日 | 迪士尼雪亮聖誕 - Toy To The World | A Sparkling Christmas - Toy To The World |                           |
| 2012年   | 1月13日〜2月5日        | 迎龍接福                          | Year of Dragon Celebration               | 旧正月イベント            |
| 2012年   | 3月15日〜5月20日       | 迪士尼星級款待                    | Star Guest Program                       |                           |
| 2012年   | 4月13日〜4月15日       | 徽章交換同樂日                    | Pin Trading Fun Day                      |                           |
| 2012年   | 4月21日〜4月28日       | 地球日                            |                                          |                           |
| 2012年   | 7月14日〜9月2日        | 飆上灰熊山                        |                                          |                           |
| 2012年   | 10月4日〜10月31日      | 迪士尼黑色世界                    | Disney's Haunted Halloween               |                           |
| 2012年   | 11月15日〜2013年1月1日 | 迪士尼雪亮聖誕                    | A Sparkling Christmas                    |                           |
| 2013年   | 2月1日〜2月24日        | 金年有福                          | Golden Chinese New Year Celebration      | 旧正月イベント            |
| 2013年   | 3月21日〜5月19日       | 迪士尼星級款待                    | Star Guest Program                       |                           |
| 2013年   |                        |                                   | Monstrous Summer                         |                           |
| 2013年   |                        | 迪士尼黑色世界                    | Disney's Haunted Halloween               |                           |
| 2013年   | 11月14日〜2014年1月5日 | 迪士尼雪亮聖誕                    | A Sparkling Christmas                    |                           |

### 2014年〜2016年
| 開催年度 | 開催期間               | イベントタイトル（繁体中文） | イベントタイトル（英語）          | 備考                 |
| -------- | ---------------------- | ---------------------------- | --------------------------------- | -------------------- |
| 2016年   | 3月17日〜5月29日       |                              | Disney Springtime Egg-stravaganza | 春期イベント         |
| 2016年   | 6月11日〜終了時期未定  |                              | Star Wars: Tomorrowland Takeover  | スペシャルイベント   |
| 2016年   | 9月15日〜10月31日      |                              | Disney Halloween Time             | ハロウィーンイベント |
| 2016年   | 11月17日〜2017年1月2日 |                              | A Sparkling Christmas             | クリスマスイベント   |

### 2017年〜2019年
| 開催年度 | 開催期間               | イベントタイトル(繁体中文) | イベントタイトル(英語)             | 備考                 |
| -------- | ---------------------- | -------------------------- | ---------------------------------- | -------------------- |
| 2017年   | 1月19日〜2月12日       |                            | Chinese New Year Cerebration       | 旧正月イベント       |
| 2017年   | 3月16日〜5月28日       |                            | Disney Friends Springtime Carnival | 春期イベント         |
| 2017年   | 6月14日〜9月3日        |                            | Marvel Super Hero Summer           | 夏期イベント         |
| 2017年   | 9月14日〜10月31日      |                            | Disney Halloween Time              | ハロウィーンイベント |
| 2017年   | 11月16日〜2018年1月1日 |                            | A Disney Christmas                 | クリスマスイベント   |
| 2018年   | 1月18日〜3月4日        |                            | Chinese New Year Event             | 旧正月イベント       |
| 2018年   | 3月15日〜6月20日       |                            | Disney Friends Springtime Carnival | 春期イベント         |

### 2023年〜2025年
| 開催年度 | 開催期間                 | イベントタイトル(繁体中文) | イベントタイトル(英語)                               | 備考 |
| -------- | ------------------------ | -------------------------- | ---------------------------------------------------- | ---- |
| 2023年   | 1月13日〜2月12日         |                            | Celebrate the Year of the Rabbit with StellaLou!     |      |
| 2023年   | 6月23日〜9月3日          | 玩盡啲 至夏天              | Wild about Summer                                    |      |
| 2024年   | 1月25日〜2月25日         |                            | "Magical Year After Year" Lunar New Year Celebration |      |
| 2024年   | 3月14日〜6月10日         | 和Duffy與好友遊心而玩      | Duffy & Friends Play Days                            |      |
| 2025年   | 6月28日〜約1年間（予定） | 奇妙派對                   | The Most Magical Party of All                        |      |

## 香港ディズニーホテル
現在香港ディズニーランド・リゾート内には「香港ディズニーランド・ホテル」と「ディズニー・ハリウッド・ホテル」「ディズニー エクスプローラーズ ロッジ」の3つのオフィシャルホテルが運営されている。宿泊者は1日分の金額で2日分の入場券が入手できるなど、様々な特典が提供される。
- 香港ディズニーランド・ホテル
- ディズニー・ハリウッド・ホテル
- ディズニー エクスプローラーズ ロッジ

## オフィシャルスポンサー
- ユナイテッド・パーセル・サービス
香港ディズニーランド鉄道
- コダック
ファンタジーガーデン

## アンバサダー
2004年からジャッキー・チュンがパークのアンバサダーを務めている。香港ディズニーランド・リゾートのアンバサダーについては当該項目を参照のこと。

## 今後の計画
- 2024年8月10日のD23 Expoにて「スパイダーマン」をテーマにしたライドアトラクションを建設予定と発表[25]。

## 事件・事故
- 開園前、園内のレストランでふかひれスープを出すことについて環境保護団体から非難され、メニューからの削除を要請された[26]。
- 2005年（平成17年）9月12日の開園初日、「スタッフの対応が横柄」「面積が狭い」「アトラクションが少ない」といった不満が続出し、現地時間午後4時にはトゥモローランドのアトラクション「スペース・マウンテン」が故障する等のトラブルも発生した（しかし実質的には、遊園地に一般的に見られる4分ほどの小休止であり、客の過剰な反応も指摘される）。
- 2005年10月12日 - 「労働時間が長い」「休憩時間が無い」など従業員の労働環境も非常に悪いと言われており、「真実を暴く」「SOS」などと赤い字で書かれた白いTシャツを着たキャストがスペースマウンテン屋上に登り喉元にナイフを突きつける自殺未遂事件を起こしている（2時間後に保護された）。
- 2006年（平成18年）2月2日 - 多数のゲストがパークに訪れていた為、香港ディズニーランド側はゲストの安全の為に入園制限を掛けた。しかし、事前にパスポートを所持していたゲスト数百人がパーク内に入れないことに怒り、入園ゲートのフェンスなどを壊したりフェンスによじ登ったりし、キャストや警備員ともみ合う暴動が起こった。この日、暴動を起こしたゲストたちが所持していたパスポートは、購入日より6か月以内まで使用可能のパスポート「レギュラー・チケット」及び「ピーク・チケット」であった。
- 春節(旧暦の正月)の前売り券をめぐってトラブルとなり、ウォルト・ディズニー・カンパニーを相手取り訴訟を起こす構えを見せる者が現れる問題が発生した[27]。
- 2007年（平成19年）9月12日 - 香港ディズニーランドのメインゲート前にて香港の学生と労働運動家の組織SACOMが、労働者の権利保護を訴え納入業者に対するウォルト・ディズニー・カンパニーの行動規範違反に抗議を行った[28]。
- 2007年（平成19年）9月18日 - あるショーの座席をめぐり男性2人の殴り合いの喧嘩が起こり、ショー開始時刻を30分遅らせて行った。
- 2007年（平成19年）9月27日 - 「ディズニー・オン・パレード」を行っていた途中に『ディズニーが中国の労働者を搾取している』と書かれた横断幕を掲げるなどをした男性2人が現れ、パレードの進行を妨げる事件が起こった。香港ディズニーランド側の広報担当者によるとこの二人は同年9月12日に起きた事件に登場したSACOMのメンバーであり、警察は公共の秩序を乱した疑いで逮捕した。（その後保釈された。）